# Thông trắng Trung Quốc
Thông trắng Trung Quốc (danh pháp hai phần: Pinus armandii) là một loài thông bản địa của Trung Quốc, có tại khu vực từ miền nam Sơn Tây kéo dài về phía tây tới miền nam Cam Túc và về phía nam tới Vân Nam, với các quần thể hẻo lánh tại An Huy và Đài Loan; nó cũng có tại miền bắc Myanmar. Nó mọc tới cao độ 1.000-3.300 m, với cao độ thấp chủ yếu ở phần phía bắc của khu vực phân bố. Loài cây thân gỗ này có thể cao tới 25–40 m và đường kính thân cây 1,5 m. Loài này được Adrien René Franchet miêu tả khoa học đầu tiên năm 1884.

## Mô tả
Là thành viên của nhóm thông trắng (phân chi Strobus) của chi Pinus nên giống như mọi thành viên của nhóm này, các lá kim của nó mọc thành chùm 5 lá với các vỏ bao sớm rụng. Các lá kim dài 8–20 cm. Các nón dài 9–22 cm và rộng 6–8 cm, với các vảy to và dày. Hạt lớn, dài 10–16 mm và có cánh dạng dấu vết, được phát tán nhờ chim bổ hạt đốm.
Loài thông này có 3 thứ:
- Pinus armandii var. armandii: Trong gần như toàn bộ khu vực phân bố, ngoại trừ các quần thể liệt kê dưới đây.
- Pinus armandii var. dabeshanensis. Dãy núi Đại Biệt Sơn (大别山) trên ranh giới hai tỉnh An Huy-Hồ Bắc.
- Pinus armandii var. mastersiana. Các dãy núi ở miền trung Đài Loan.

Các thứ dabeshanensis và mastersiana được liệt kê như là các loài đang nguy cấp.
Thông trắng Trung Quốc trong quá khứ cũng được thông báo là có tại khu vực Hải Nam ở phía nam Trung Quốc và hai đảo ngoài khơi phía nam Nhật Bản, nhưng các quần thể thông này khác một số đặc trưng và hiện nay được coi là các loài khác biệt, gọi tương ứng là thông trắng Hải Nam (Pinus fenzeliana) và thông trắng Yakushima (Pinus amamiana).
Hạt của thông trắng Trung Quốc cũng được thu hoạch và bán như là một loại hạt ăn được, gỗ của nó được dùng cho các mục đích xây dựng nói chung; loài thông này có tầm quan trọng trong trồng rừng tại một số khu vực thuộc Trung Quốc. Nó cũng được trồng như một loại cây tạo cảnh quan trong các công viên và các khu vườn lớn ở châu Âu và Bắc Mỹ.Tên khoa học của nó là để ghi công nhà truyền giáo đồng thời là nhà tự nhiên học người Pháp là Armand David, người đầu tiên đưa nó vào châu Âu.